# Linda Nosková
Linda Nosková (* 17. November 2004 in Vsetín) ist eine tschechische Tennisspielerin.

## Karriere
Nosková spielte bis 2021 überwiegend auf Turnieren der ITF Women’s World Tennis Tour, bei denen sie bislang sechs Einzel- und einen Doppeltitel gewonnen hat.
Bei den Australian Open 2020 erreichte sie mit ihrer Partnerin Oxana Selechmetjewa das Viertelfinale im Juniorinnendoppel und erhielt für das Qualifikationsturnier des Prague Open Challenger eine Wildcard für das Dameneinzel. Bei den French Open 2020 erreichte sie bei den Juniorinnen das Viertelfinale im Einzel sowie mit ihrer Partnerin Ewjalina Laskewitsch das Achtelfinale im Doppel.
Bei den French Open 2021 gewann sie den Titel im Juniorinneneinzel, im Doppel reichte es mit ihrer Partnerin Victoria Jiménez Kasintseva für das Halbfinale.
Ihr erstes Turnier auf der WTA Tour spielt Nosková im August 2020 bei den Prague Open, für die sie eine Wildcard für die Qualifikation erhalten hatte.
Am 7. November 2023 spielte sie erstmals für die tschechische Billie-Jean-King-Cup-Mannschaft.
Bei den Australian Open 2024 erreichte sie das Viertelfinale, indem sie u. a. die Weltranglistenerste Iga Świątek in drei Sätzen besiegte.
Am 24. August 2024 konnte Nosková mit einem Sieg beim Turnier in Monterrey ihren bislang größten Erfolg verbuchen, als sie im Finale die Neuseeländerin Lulu Sun bezwang. 

## Turniersiege

### Einzel
| Nr. | Datum             | Turnier           | Kategorie | Belag             | Finalgegnerin       | Ergebnis       |
| --- | ----------------- | ----------------- | --------- | ----------------- | ------------------- | -------------- |
| 1.  | 21. März 2021     | Bratislava        | ITF W15   | Hartplatz (Halle) | Tereza Smitková     | 4:6, 7:64, 7:5 |
| 2.  | 28. März 2021     | Bratislava        | ITF W15   | Hartplatz (Halle) | Iva Primorac        | 6:3, 7:64      |
| 3.  | 29. August 2021   | Přerov            | ITF W60   | Sand              | Alexandra Ihnazik   | 6:72, 6:4, 6:3 |
| 4.  | 28. November 2021 | Milovice          | ITF W25   | Hartplatz (Halle) | Nikola Bartůňková   | 6:3, 6:4       |
| 5.  | 3. April 2022     | Croissy-Beaubourg | ITF W60   | Hartplatz (Halle) | Léolia Jeanjean     | 6:3, 6:4       |
| 6.  | 10. Juli 2022     | Versmold          | ITF W100  | Sand              | Ysaline Bonaventure | 6:1, 6:3       |
| 7.  | 24. August 2024   | Monterrey         | WTA 500   | Hartplatz         | Lulu Sun            | 7:66, 6:4      |

### Doppel
| Nr. | Datum            | Turnier    | Kategorie | Belag             | Partnerin           | Finalgegnerinnen               | Ergebnis |
| --- | ---------------- | ---------- | --------- | ----------------- | ------------------- | ------------------------------ | -------- |
| 1.  | 26. Februar 2022 | Nur-Sultan | ITF W60   | Hartplatz (Halle) | Jekaterina Makarowa | Anna Sisková Marija Timofejewa | 6:2, 6:3 |

## Abschneiden bei Grand-Slam-Turnieren

### Dameneinzel
Die letzte Aktualisierung erfolgte nach dem WTA-Turnier in Bad Homburg 2025.
| Turnier                      | 2019      | 2020              | 2021              | 2022              | 2023              | 2024      | 2025      | T / T      | S/N        | Sieg%      |
| ---------------------------- | --------- | ----------------- | ----------------- | ----------------- | ----------------- | --------- | --------- | ---------- | ---------- | ---------- |
| Australian Open              | –         | –                 | –                 | –                 | Q1                | VF        | 1         | 0 / 2      | 4:2        | 67 %       |
| French Open                  | –         | –                 | –                 | 1                 | 2                 | 2         | 1         | 0 / 4      | 2:4        | 33 %       |
| Wimbledon                    | –         | n. a.             | –                 | –                 | 1                 | 2         | AF        | 0 / 3      | 4:3        | 57 %       |
| US Open                      | –         | –                 | –                 | 1                 | 2                 | 1         |           | 0 / 3      | 1:3        | 25 %       |
| Doha                         | a. K.     | –                 | a. K.             | –                 | a. K.             | AF        | AF        | 0 / 2      | 4:2        | 67 %       |
| Dubai                        | –         | a. K.             | –                 | a. K.             | –                 | –         | VF        | 0 / 1      | 3:1        | 75 %       |
| Indian Wells                 | –         | n. a.             | –                 | –                 | 3                 | 3         | 2         | 0 / 3      | 3:3        | 50 %       |
| Miami                        | –         | n. a.             | –                 | –                 | 2                 | 3         | 2         | 0 / 3      | 2:3        | 40 %       |
| Madrid                       | –         | n. a.             | –                 | –                 | –                 | 2         | 3         | 0 / 2      | 1:2        | 33 %       |
| Rom                          | –         | –                 | –                 | –                 | 2                 | 3         | 3         | 0 / 3      | 3:3        | 50 %       |
| Kanada                       | –         | n. a.             | –                 | –                 | –                 | –         |           | 0 / 0      | 0:0        | –          |
| Cincinnati                   | –         | –                 | –                 | –                 | AF                | 1         |           | 0 / 2      | 2:2        | 50 %       |
| Peking                       | –         | nicht ausgetragen | nicht ausgetragen | nicht ausgetragen | 2                 | –         |           | 0 / 1      | 1:0        | 100 %      |
| Wuhan                        | –         | nicht ausgetragen | nicht ausgetragen | nicht ausgetragen | nicht ausgetragen | –         |           | 0 / 0      | 0:0        | –          |
| Olympische Spiele            | n. a.     | n. a.             | –                 | n. a.             | n. a.             | 1         | n. a.     | 0 / 1      | 0:1        | 0 %        |
| Billie Jean King Cup         | –         | –                 | –                 | –                 | RR                | 1         | q         | 0 / 3      | 2:2        | 50 %       |
| Statistik                    | Statistik | Statistik         | Statistik         | Statistik         | Statistik         | Statistik | Statistik | S/N        | S/N        | Sieg%      |
| Turnierteilnahmen            | 5         | 3                 | 15                | 19                | 22                | 19        | 16        | Gesamt: 99 | Gesamt: 99 | Gesamt: 99 |
| Erreichte Finals             | 0         | 0                 | 5                 | 2                 | 2                 | 1         | 0         | Gesamt: 10 | Gesamt: 10 | Gesamt: 10 |
| Gewonnene Titel              | 0         | 0                 | 4                 | 2                 | 0                 | 1         | 0         | Gesamt: 7  | Gesamt: 7  | Gesamt: 7  |
| Hartplatz-Siege/-Niederlagen | 7:3       | 0:0               | 28:7              | 26:12             | 27:12             | 19:9      | 10:9      | 117:52     | 117:52     | 69 %       |
| Sand-Siege/-Niederlagen      | 0:1       | 0:3               | 10:4              | 14:5              | 6:5               | 6:6       | 3:5       | 39:29      | 39:29      | 57 %       |
| Rasen-Siege/-Niederlagen     | 0:0       | 0:0               | 0:0               | 0:0               | 1:3               | 3:3       | 5:2       | 9:8        | 9:8        | 53 %       |
| Teppich-Siege/-Niederlagen   | 0:1       | 0:0               | 0:0               | 0:0               | 0:0               | 0:0       | 0:0       | 0:1        | 0:1        | 0 %        |
| Gesamt-Siege/-Niederlagen    | 7:5       | 0:3               | 38:11             | 40:17             | 34:20             | 28:18     | 18:16     | 165:90     | 165:90     | 65 %       |
| Sieg%                        | 58 %      | 0 %               | 78 %              | 70 %              | 63 %              | 61 %      | 53 %      | Gesamt:    | Gesamt:    | 65 %       |
| Jahresendposition            | –         | 1027              | 317               | 91                | 41                | 26        |           | N/A        | N/A        | N/A        |

Zeichenerklärung: S = Turniersieg; F, HF, VF, AF = Einzug ins Finale / Halbfinale / Viertelfinale / Achtelfinale; 1, 2, 3 = Ausscheiden in der 1. / 2. / 3. Hauptrunde; RR = Round Robin (Gruppenphase); n. a. = nicht ausgetragen; a. K. = andere Kategorie; PO (Play-off) = Auf- und Abstiegsrunde im Billie Jean King Cup; K1, K2, K3 = Teilnahme in der Kontinentalgruppe I, II, III im Billie Jean King Cup.
Anmerkung: Diese Statistik berücksichtigt alle Ergebnisse im Einzel bei ITF- und WTA-Turnieren. Als Quelle dient die WTA-Seite der Spielerin. Dargestellt sind nur WTA-Turniere der Kategorien Premier Mandatory und Premier 5 (2009–2020) bzw. die WTA-Turniere der Kategorie 1000 (seit 2021).

### Damendoppel
| Turnier         | 2022 | 2023 | 2024 | 2025 | Karriere |
| --------------- | ---- | ---- | ---- | ---- | -------- |
| Australian Open | —    | —    | 2    | 1    | 2        |
| French Open     | —    | 2    | 2    | 1    | 2        |
| Wimbledon       | —    | 1    | 1    | 1    | 1        |
| US Open         | 2    | 2    | 1    |      | 2        |

### Juniorinneneinzel
| Turnier         | 2018 | 2019 | 2020 | 2021 | Karriere |
| --------------- | ---- | ---- | ---- | ---- | -------- |
| Australian Open | —    | —    | 2    |      | 2        |
| French Open     | Q1   | —    | VF   | S    | S        |
| Wimbledon       | —    | —    |      | —    | —        |
| US Open         | —    | —    |      | —    | —        |

### Juniorinnendoppel
| Turnier         | 2020 | 2021 | Karriere |
| --------------- | ---- | ---- | -------- |
| Australian Open | VF   |      | VF       |
| French Open     | AF   | HF   | HF       |
| Wimbledon       |      | —    | —        |
| US Open         |      | —    | —        |